# Hunt Spur
Der Hunt Spur ist ein schroffer Felssporn im westantarktischen Marie-Byrd-Land. Im Königin-Maud-Gebirge ragt er vom Mount Warden ausgehend entlang der nordwestlichen Front des Watson Escarpment auf.
Der United States Geological Survey kartierte ihn anhand eigener Vermessungen und Luftaufnahmen der United States Navy aus den Jahren von 1960 bis 1963. Das Advisory Committee on Antarctic Names benannte ihn 1964 nach Glenn C. Hunt, Flugzeugelektriker bei der Navy-Flugstaffel VX-6 bei Kampagnen der Operation Deep Freeze zwischen 1962 und 1966.